# Nechalim
Nechalim (hebrejsky נְחָלִים, doslova „Potoky“, v oficiálním přepisu do angličtiny Nehalim) je vesnice typu mošav v Izraeli, v Centrálním distriktu, v Oblastní radě Chevel Modi'in.

## Geografie
Leží v nadmořské výšce 49 metrů v hustě osídlené a zemědělsky intenzivně využívané pobřežní nížině, nedaleko od jižního okraje Šaronské planiny.
Obec se nachází 14 kilometrů od břehu Středozemního moře, cca 14 kilometrů východně od centra Tel Avivu a cca 84 kilometrů jižně od centra Haify. Leží v silně urbanizovaném území, na východním okraji aglomerace Tel Avivu, jejímiž východními výspami jsou zde města Savijon a Jehud-Monoson. 1 kilometr na severu je to pak město Petach Tikva. Společně se sousedními vesnicemi Mazor, Nofech, Rinatija a Be'erot Jicchak vytváří jednu velkou zemědělskou aglomeraci. Dál k východu již pokračuje převážně zemědělská krajina, byť rovněž s vysokou hustotou osídlení. 5 kilometrů jihozápadním směrem od mošavu leží Ben Gurionovo mezinárodní letiště. Nechalim obývají Židé, přičemž osídlení v tomto regionu je etnicky převážně židovské.
Nechalim je na dopravní síť napojen pomocí dálnice číslo 40. Východně od vesnice probíhá rovněž severojižním směrem nová dálnice číslo 6 (Transizraelská dálnice).

## Dějiny
Nechalim byl založen v roce 1948. Zakladateli byli členové vesnice Nechalim, která stávala od roku 1944 na místě dnešního kibucu ha-Gošrim v Horní Galileji. Během války za nezávislost v roce 1948 musela být tato vesnice kvůli rozporům mezi jejími obyvateli a kvůli nelehké bezpečnostní situaci opuštěna a část jejích členů se přestěhovala právě sem, do centrálního Izraele. Kromě to se sem uchýli i obyvatelé jeruzalémské čtvrti Neve Ja'akov, odkud se rovněž v důsledku války museli Židé vystěhovat. Později sem dorazili i Židé z Polska a Maďarska. V letech 1948-1952 pobývali osadníci v prostorách opuštěné templerské vesnice Wilhelma (dnes Bnej Atarot), pak se přesunuli o 3 kilometry k severu, do nynější lokality. Obyvatelé mošavu Nechalim byli napojení na organizaci ha-Po'el ha-Mizrachi.
Správní území obce dosahuje cca 2400 dunamů (2,4 kilometry čtvereční). Ve vesnici funguje velká ješiva Nachal Jicchak (נחל יצחק) patřící pod hnutí Bnej Akiva.

## Demografie
Podle údajů z roku 2014 tvořili naprostou většinu obyvatel v Nechalim Židé (včetně statistické kategorie "ostatní", která zahrnuje nearabské obyvatele židovského původu ale bez formální příslušnosti k židovskému náboženství). Jde o menší obec vesnického typu s dlouhodobě kolísající populací. K 31. prosinci 2014 zde žilo 1632 lidí. Během roku 2014 populace klesla o 2,3 %.
| Rok            | 1948 | 1961 | 1972 | 1983 | 1995 | 2001 | 2003 | 2004 | 2005 | 2006 | 2007 | 2008 | 2009 | 2010 | 2011 | 2012 | 2013 | 2014 |
| -------------- | ---- | ---- | ---- | ---- | ---- | ---- | ---- | ---- | ---- | ---- | ---- | ---- | ---- | ---- | ---- | ---- | ---- | ---- |
| Počet obyvatel | 215  | 639  | 758  | 1350 | 1753 | 1880 | 1939 | 1946 | 2024 | 2092 | 2082 | 2081 | 1397 | 1425 | 1457 | 1646 | 1671 | 1632 |